# Macintosh 68k
Les Macintosh 68k sont les Macintosh basés sur un microprocesseur de la famille Motorola 68000. Ce sont les premiers Macintosh vendus de 1984 à 1995. Ils furent remplacés par les Power Macintosh à base de microprocesseurs PowerPC à partir de 1994. Le premier Macintosh 68k est le Macintosh 128K, et le dernier est le PowerBook 190[réf. nécessaire]. Le plus puissant est le Macintosh Quadra 840AV, doté d'un Motorola 68040 à 40 MHz, et sorti le 29 juillet 1993 à un prix de 4 200 $[réf. nécessaire].